# Max Wilken

Max Wilken 1906

Max Wilken (* 19. September 1862 in Berlin; † 29. August 1925 in Wiesbaden) war ein deutscher Konteradmiral der Kaiserlichen Marine.

## Leben
Max Wilken trat am 15. April 1880 in die Kaiserliche Marine ein. und wurde am 16. April 1887 Leutnant zur See.
Von August 1891 bis zur Außerdienststellung am 24. September 1891 war er als Leutnant zur See mit der Wahrnehmung der Geschäfte des Kommandanten des Panzerkanonenbootes Mücke beauftragt, auf dem er bereits ab 12. September 1890 gedient hatte. Ab Ende Oktober 1891 besuchte er bis Mitte Dezember 1891 einen Schultorpedoboot-Kursus. Mitte April 1892 wurde er Kommandant des Torpedobootes S 17 bei der IV. Torpedoboots-Division. Am 13. April 1894 wurde er als Leutnant zur See zum Kapitänleutnant befördert und kam im Oktober 1894 als Erster Offizier auf den Kreuzer Condor. Von Februar 1895 bis April 1895 vertrat er den Kommandanten des Kreuzers Condor und wurde anschließend wieder Erster Offizier auf dem Schiff. 1897 war er Führer der 1. Kompanie in der 1. Abteilung der II. Matrosendivision. 1901 wurde er als Führer der 1. Kompanie der II. Werft-Division zum Korvettenkapitän befördert.
Im Oktober 1905 reiste er mit dem Dampfer „Prinz Heinrich“ nach Tsingtau und übernahm am 15. November 1905 als Kommandant den Großen Kreuzer  Fürst Bismarck. In dieser Position, welche er bis November 1907 innehatte, wurde er zum Kapitän zur See befördert. Später wurde er Kommandeur der I. Werft-Division in Kiel.
Am 28. September 1910 wurde Max Wilken zur Disposition gestellt unter Verleihung des Charakters als Konteradmiral.